# Exenterus pini
Exenterus pini là một loài tò vò trong họ Ichneumonidae.